# Péter Hilda
Péter Hilda (Sepsiszentgyörgy, 1978. augusztus 2. –) UNITER- és Gopo-díjas erdélyi magyar színésznő.

## Életpályája
Középiskolai tanulmányait a sepsiszentgyörgyi Mikes Kelemen Elméleti Líceumban 1993–1997 között végezte. Ezután 1997-től a Marosvásárhelyi Művészeti Egyetemen tanult, és 2001-ben diplomázott. Osztályvezető tanára Kovács Levente volt.
2001-ben visszatért szülővárosába, ahol a Tamási Áron Színház társulatának tagja lett.
A Román Színházi Szövetség (UNITER - Uniunea teatrală din România) 2004-ben a Jóembert keresünk című előadásban nyújtott játékáért a legjobb női főszereplőnek járó díjra jelölte. Az UNITER-díjat végül legjobb női mellékszereplőként 2005-ben kapta meg, a Godot-ra várva című darabban nyújtott Lucky-alakításáért.
2006 és kb. 2012 között a Kolozsvári Állami Magyar Színház színésznője.
Több különböző műfajú filmben is játszott, ezek egyik legsikeresebbikje Peter Strickland első nagyjátékfilmje, a 2009-ben bemutatott Varga Katalin balladája, amelyben a női főszerepet játszotta. Alakításáért a brüsszeli filmfesztiválon a legjobb női főszereplő díját nyerte el.

## Filmográfia
- The Lovebite, dráma, rövidfilm, 15 perc, 2016
- Chasing Robert Barker, dráma, thriller, 90 perc, 2015
- Box, román vígjáték, filmdráma, 93 perc, 2015
- A kivégzés, magyar kisjátékfilm, filmdráma, 15 perc, 2014
- Berberian Sound Studio, brit horrorfilm, 92 perc, 2012.
- Szülőföld, szex és más kellemetlenségek (Heimat), német–magyar vígjáték, filmdráma, 90 perc, 2011
- Visszatérés (Retrace), magyar–román filmdráma, 98 perc, 2010.
- Varga Katalin balladája (Katalin Varga), magyar–román filmdráma, 75 perc, 2008.